# 西乡县
32°58′N 107°45′E / 32.967°N 107.750°E
西乡县是中国陕西省汉中市所辖的一个县，位于汉中东部，东临石泉、汉阴，南抵镇巴和四川通江，西接城固、南郑、北连洋县，区域总面积为3240平方公里，山区占64.79%，丘陵占28.35%，平川占6.86%，海拔在371.2米——2413米之间，相对高差2041.8米。
辖15镇2个街道，179个村36个社区，总人口41.4万（常住人口32.15万人），其中城镇人口16.5万人、农业人口24.9万人，有汉、回、满、苗等多个民族，汉族占98.8%。
现任县委书记：李代斌，县长：王亚珍。

## 建置沿革[3]
夏、商（约公元前21世纪一前11世纪）县地属梁州褒国附庸巴方。 
西周（前1027一前771年）县地属雍州楚国。 
东周前期（前770一前312年），县地仍属楚有。周赧王三年（即楚怀王十七年，秦惠文王更元十三年，前312年）秦楚发生“丹阳之战"，秦师获捷，乘胜占领楚之汉江中上游地区，直至战国末（前221），县地属秦国汉中郡。  
秦（前221一前207年）县地属汉中郡成固县。 
西汉（前206一25年）承袭秦制，仍行郡县。武帝元封五年（前106年）分全国为十三州（郡），县地大部属益州汉中郡成固县，东北隅属汉中郡之安阳县。新莽地皇四年（3年），公孙述割据益州，占有巴、汉。 
东汉光武建武十二年（36年），破蜀灭述，县地复归汉有，仍属益州汉中郡成固县。和帝永元七年（95年）以班超平定西域有功，封定远侯，食采于县地（括今镇巴），并建平西城（又名平阳城、定远城），为本县建城之始。汉献帝初平二年（191年），张鲁据汉中，改汉中郡为汉宁郡。建安二十年（215年）曹操据汉中，复汉中郡名。郡名两更，县地仍属。汉献帝建安二十四年（219年），刘备取汉中，县地归蜀。蜀汉昭烈帝章武元年（221年）分成固县南境置南乡县（即今西乡、镇巴二县地），从此本县脱离成固，独立行政，仍为蜀汉益州汉中郡领辖，设县治于归仁山（今镇巴县渔渡坝古城堡）。是年，蜀将张飞晋封“西乡侯"，寄食采于南乡县。蜀汉后主炎兴元年，即魏元帝景元四年（263），曹魏灭蜀，分广汉、巴、涪陵以北7郡为梁州，本县归魏，属梁州汉中郡。   
西晋武帝太康二年（281年），因张飞封侯西乡，改南乡县为西乡县。治所由归仁山北移平西城，仍属梁州汉中郡。愍帝建兴元年（313年），仇池氐杨难敌据汉中，次年，梁州人张咸起兵逐氐军，投归益州巴氐李雄，由此本县遂为李雄所建之“大成”所有，行政隶属仍为梁州汉中郡。 
东晋（括十六国）初，本县尚归成汉（即大成）所有。晋穆帝永和三年（347年）桓温伐蜀，成汉灭，本县归晋。东晋孝武帝宁康元年（373年），苻坚派兵攻取梁、益二州，本县遂为前秦占有。孝武帝太元九年（384年），桓冲遣将杨俭期收复汉中，本县复为晋土。安帝义熙元年（405年），谯纵叛晋，割据梁，益，仇池氐王杨盛乘虚据汉中，以地请降后秦，但因杨盛窥伺两端，游离于东晋、后秦之间，东晋、后秦皆无实际管辖能力，汉中郡、县实为杨盛政权所辖。义熙九年（413年），刘裕命益州刺史朱龄石灭谯纵，收复四川东晋王朝乘胜克汉中，本县再归晋。在东晋103年中，汉中郡县兵连祸结罗几易统治，但西乡县名未变，治地平西城未动，始终归梁州汉中郡所辖。 
南北朝历刘宋、萧齐至萧梁武帝天监三年（504年），即北魏宣武帝正始元年，梁州刺史夏侯道迁以汉中叛降北魏。北魏政权于县境（今峡口）设丰宁戍。改西乡县为丰宁县，寓五谷丰稔，四季咸宁之义。并立丰宁郡领丰宁县，郡县同驻丰宁戍，改属东梁州领辖，旧治平西城遂废。梁武帝大同元年（535年）北梁州刺史兰钦收复梁州，本县还梁，复西乡县名，治所仍驻丰宁戍，属北梁州汉中郡所辖。西魏文帝大统十七年（551年）侯景溯江犯江陵，梁萧绎（次年称帝）求救西魏，约许割让汉中。西魏乘机于废帝元钦元年（552年），遣将达奚武占领汉中，本县又为西魏所有。西魏恢复北魏建置，废西乡县名，再立丰宁郡、丰宁县于丰宁戍。次年，析北梁州和直州（即北魏东梁州）之地置洋州于泾洋河口西岸蒿坪山之阳（即今四季河），以洋水为名，此为本县立州之始。洋州领洋州、怀昌、洋中、丰宁四郡。洋川郡辖黄金县；怀昌郡辖怀宁县；洋中郡无考，丰宁郡辖丰宁县。西魏恭帝三年（556年）宇文觉代魏立周，本县即为北周所有，仍属洋州丰宁郡，县名驻地均无变动。 
隋立，本县即属隋土。文帝开皇三年（583年）撤郡，行州县两级制，时，丰宁县仍属洋州。炀帝大业元年（605年）废州复郡。翌年撤梁、洋二州，合为汉川郡；改丰宁县复西乡县名（从此县名迄无更）多同时将县治由丰宁戍移往所废之洋州治地蒿坪山之阳，且立洋源镇（军事建置）于此，县镇同治，归汉川郡所辖。   
唐高祖武德元年（618年）废郡复州，析汉川郡之西乡、兴势、黄金三县，再立洋州于西乡州县同治蒿坪山之阳。七年（624年）析西乡南境置洋源县（今镇巴县地）。唐太宗贞观元年（627年），分全国为十道，本县属山南道洋州辖。玄宗开元二十一年（733年）调整区划，山南道分为东西二道，本县随洋州属山南西道。天宝元年（742年）改洋州为洋川郡。十五年（756年）郡治由西乡迁往兴道（贞观二十三年改兴势为兴道，今洋县）。肃宗乾元元年（758年）再撤郡复州，改洋川郡为洋州。一迁一改，本县仍属。代宗大历元年（766年），洋源县治因兵事烧劫，侨驻本县白湍村（今古城子，亦为两晋至萧梁的西乡县治）。敬宗宝历元年（825年）撤销洋源县，其地大部并入西乡县。僖宗光启三年（887年），洋州设立武定军（军事建置）。昭宗景福元年（892年）风翔节度使岐王李茂贞以讨杨复恭为名，取凤、兴、洋三州。昭宗天复二年（902年），朱温进入关中，把持朝政，杀戮大臣，四川王建乘机以假道勤王为名，占领兴元（汉中），洋州武定军节度使李思敬迎降，本县随洋州归前蜀。后唐庄宗同光三年（925年)，即前蜀咸康元年，皇子魏王继岌伐蜀至兴州（略阳），前蜀武定军节度使王承肇即以洋州北降后唐，本县随之。后唐闵帝应顺元年（934年）正月，盂知祥遣将张业入兴元，武定军节度使孙汶韶又以洋州降后蜀，因避孟知祥讳，乃改洋州为源州，本县从属。 
北宋太祖乾德三年（965年）正月，宋将王全斌、刘光义灭后蜀，改源州复洋州，本县与兴势、黄金、真符同为洋州辖。宋太宗至道三年（997年）改道为路，分全国为十五路，本县随洋州属陕西路。神宗熙宁五年（1072年）增建利州路，本县随洋州属之，县治仍驻蒿坪山之阳。          
南宋仍行路、府（州、军）、县制。高宗绍兴十四年（1144年）利州路东西两分，本县归利州东路洋州辖。理宗端平元年（1234年）金灭。次年，蒙古军入侵金、洋、梁（兴元）三州，战争屡年，西乡城毁治废达十八年。宝祜元年（1253年），即蒙古宪宗三年，忽必烈遣使戍守兴元诸州，“草创之初，未暇为经久之规”，沿袭宋制，并利州东西两路为兴元路。本县归兴元路洋州辖。时，县城已毁，因陋就治于蒿坪山之阳。 
自忽必烈在兴元诸州建立各级地方政权后，历19年始建国号为元，其时，本县已为元土。元世祖至元二十三年（1286年），全国设十个“行中书省"(简称行省，后增至十一)，代“中书省"分治天下。从此，本县脱离洋州，改属陕西行中书省兴元路。元晚期县治方由蒿坪山之阳迁来今治。元顺帝至正二十五年（1365年），夏明玉珍取兴元，本县随之又属“大夏”6年。 
明太祖洪武三年（1370年），大将徐达克兴元，改兴元路为汉中府，洪武九年废行中书省，分全国为十三承宣布政使司，本县即属陕西承宣布政使司汉中府。 
清世祖顺治三年（1646年），肃亲王豪格遣将贝勒尼堪等进占汉中，县土遂归清有。清承明制，本县仍属陕西布政使司（后改称陕西巡抚部院，俗称陕西省）陕安道汉中府辖领。清仁宗嘉庆七年（1802年）析本县南境二十四地置定远厅（今镇巴县）。     
中华民国元年（1912年）1月1日，孙中山在南京就任中华民国临时大总统，3日成立临时政府，是时，陕西省已先宣告脱离清朝统治。民国2年并汉中、兴安（安康）、商州为汉中道，本县属之。民国17年撤道，行省、县二级制，本县直属陕西省。民国24年，省下增设行政督察区（即专员公署，简称专区），本县属陕西省第六行政督察区（治南郑）所辖。    
中华人民共和国1949年10月1日成立。同年12月5日，西乡解放。新中国行省、县两级制，省下分区设置行政督察机构。本县初属陕甘宁边区陕南行政公署，1951年属陕西省南郑区专员公署，1954年属陕西省汉中区专员公署，1955年6月属陕西省汉中专员公署，1968年属陕西省汉中地区革命委员会，1978年属陕西省汉中地区行政公署，1996年7月，汉中撤地设市后属汉中市至今。 

## 人文历史
考古证明，在西乡县牧马河南岸李家村遗址，距今7000多年前，先民就创造了早于仰韶文化的远古文明，成为新石器时代早期文化的代表。6000年前，何家湾人不仅储存了大量稻谷，所创作的骨雕人头像，以其距今年代最为久远的崇高地位，列为陕西历史博物馆的第一号藏品。三国时期，名将张飞在这里封侯食邑。清康熙年间，伊斯兰教拱北三大圣地之一的鹿龄寺落成。土地革命战争时期，红29军在这里创建，川陕革命根据地留有众多遗迹。解放后，还涌现了主持北京大学、兰州大学、中央民族学院、天津美术学院党政工作的江隆基、张养吾、陈茵等红色精英。 

## 人口
2020年末，汉中市第七次全国人口普查主要数据公报显示：西乡县常住人口为321535人，男性人口占比50.38%，女性人口占比49.62%，年龄结构中0-14岁占比18.17%，15-59岁占比57.44%，60岁以上占比24.39%，65岁以上占比17.46%。

## 气候
西乡属北亚热带半湿润季风型气候区，气候温和，四季分明，年均气温14.4度，无霜期246天。年均降水量1100―1200毫米，平均蒸发量457.2毫米，平均年径流量23.59亿立方米。水能资源丰富，有汉江、牧马河、泾洋河等流域面积10平方公里以上的河流70余条，可开发总量超过90万千瓦，是南水北调中线工程水源地。

## 资源
水能资源：西乡境内河流纵横，长江第二大支流――汉江自西向东横贯全县，还有牧马河、泾洋河、峡河等大的支流在此汇入汉江，水能资源极为丰富。可开发水能资源90万千瓦，现已建成罗镇、马营坝、马踪滩、王子岭等四座小型水电站，总装机容量达5487千瓦。设计装机容量达3万千瓦的曲江洞梯级水电开发项目即将建成投运。

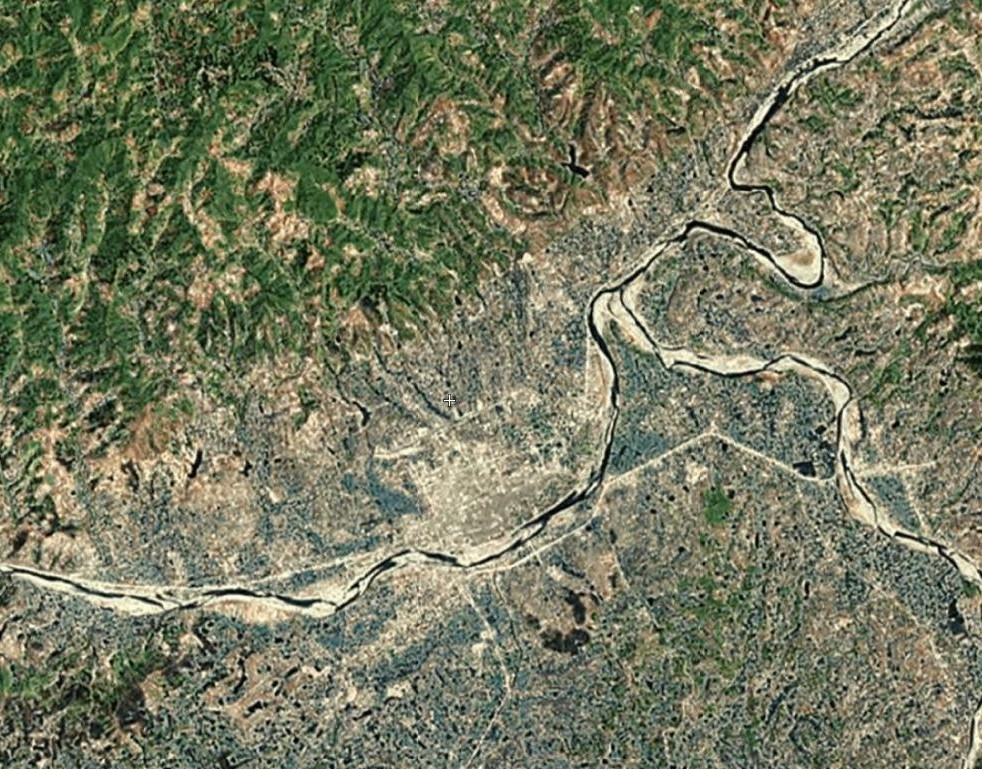
西乡县卫星图

生物资源：西乡是全国茶叶基地县、全省商品粮基地县、高优高农业示范县、牧草综合开发示范县、瘦肉猪基地县和烤烟生产基地县。全县有耕地47万亩，林地266万亩，牧地68万亩，经济林20余万亩。年产粮食15万吨，油菜籽1.5万吨，烤烟6万担；年出栏生猪40余万头，西镇牛为全国九大良种黄牛之一。银杏、香菇、黑木耳、核桃、樱桃、板栗、生漆、蚕茧、龙须草、吊瓜等林特产品和杜仲、天麻、黄姜等名贵中药材。西乡牛肉干、松花蛋久负盛名。目前，全县已发展茶园22万亩，茶叶总产量达4000余吨，销售产值超过2亿元，所产“午子仙毫”获国内外十几项大奖，是陕西省名牌产品，被国务院办公厅和陕西省政府办公厅确定为外事接待礼宾用茶，西乡县也被国家农业部命名为“中国著名茶乡”的称号。2000年，我县茶叶龙头企业陕西午子绿茶公司顺利通过ISO9001国际质量体系认证，成为我国茶叶行业首家通过质量体系认证的企业。2022年，我县“西乡樱桃”特色农产品名列其中，填补了我县名特优新农产品空白。
矿产资源：全县已探明储量的矿种有27个，产地59处，大中型矿床16个。距县城30公里的左溪瓦道子石膏矿探明储量达4.7亿吨，是亚洲第一大石膏矿，主要成分二水硫酸钙和硫酸钙品位均在95%以上，易于开采，极具商业开发价值；盖仙寺、齐家山石灰石储量2.3亿多吨，均为一级品大型矿山；花岗石、大理石质地纯净，绚丽多彩，储量达数十亿立方米；硫铁矿、锰矿、矾钛磁铁矿、白云岩、石英砂、叶腊石、铝矾土、毒重石等储量也非常丰富，开采潜力巨大。
旅游资源：西乡名胜古迹颇多，有层峦苍翠、白皮松遍布的“陕西小华山”——午子山和千年古刹午子观，有始建于清朝康熙末年的伊斯兰教圣地鹿龄寺，有鬼斧神工、幽静典雅的天然美景太白洞等自然景观。为了适应西部大开发旅游业快速发展的要求，西乡又相继开发了七星湖、枣园湖等风景区和樱桃沟、万亩生态茶园等农业观光旅游项目，吸引了西安、汉中、安康等地的大批游客，成为陕南旅游业的新亮点。

## 行政区划
西乡县下辖2个街道办事处、15个镇：
城北街道、城南街道、杨河镇、柳树镇、沙河镇、私渡镇、桑园镇、白龙塘镇、峡口镇、堰口镇、茶镇、高川镇、两河口镇、大河镇、骆家坝镇、子午镇和白勉峡镇。

## 交通
全县高速公路93公里（ 十天高速68公里、西镇高速25公里）， 210国道、 316国道穿行境内，农村公路2434公里，215个行政村全部（社区）实现通村公路。拥有航道113公里，有9个港口和9个渡口码头，拥有客货运输船舶136余艘。距汉中城固机场60公里。公交线路8条，运营公交车辆52辆，出租汽车163辆。

## 经济
2020年实现生产总值122.12亿元，增长1.3%；全社会固定资产投资增长0.1%；财政收入2.4亿元，增长5%；城乡居民人均可支配收入分别达33840元、11821元，分别增长4.5%、7.7%。
农业：共有耕地面积40.02万亩，林地面积382.6万亩，粮食总产量9.92万吨，油料产量2.34万吨，蔬菜产量12.28万吨。省级农业园区4个（东裕现代农业园区、五丰现代农业园区、军鑫现代农业园区、天赐秦韵现代农业园区）、市级农业园区21个，农业专业合作社860个、家庭农场204个、村级互助资金协会127个。2020年，生猪出栏44万头、种植烤烟1万亩，发展黑木耳1200万袋、雷竹1.3万亩。    
茶业：茶园面积36万亩，茶叶总产量1.7万吨，茶叶总产值22亿元，拥有省级标准化示范茶园28个，茶叶企业315个，其中国家和省市级茶叶龙头企业17家，清洁化生产线63条，是“汉中仙毫”的主要原产地，出产的“東”牌“汉中仙毫”在第31届巴拿马国际博览会上喜获金奖，先后获得中国著名茶乡、中国茶文化之乡、陕西省名优茶生产示范县和“中国绿色生态茶叶十强县”等殊荣。于2011年被评为“全国最佳采茶旅游目的地”。   
工业：“五上”企业共254家（规模以上工业、有资质的建筑业、全部房地产开发经营业、限额以上批发零售业和住宿餐饮业、规模以上服务业法人单位）。其中规上工业企业105家，规上工业增加值增长8.3%。循环经济产业园区实现营业收入45亿元、增长14.91%；   
三产：完成社会消费品零售总额46亿元。实现旅游综合收入28.2亿元。

## 教育
全县共有学校151所：高中2所，职中1所，初中10所，九年制学校12所，小学31所、教学点31个，特殊教育学校1个，幼儿园63所。

## 文体
全县有文化馆1个，文化站17个，影剧院1个，体育场馆2个，公共图书馆1个，图书藏量6.5万册，智慧书屋2个。

## 医疗
全县共有各类医疗机构390个，其中：县级医院2个，县级妇幼保健和计划生育服务中心1个，社区服务中心1个，民营医院4个，10个中心卫生院、12个一般卫生院，标准化村卫生室335个、个体诊所23个。

## 名人名士
- 李文敏
- 余洪遠
- 江隆基